# Championnat des Émirats arabes unis de football 2008-2009
Navigation
Saison suivante Saison suivante
La saison 2008-2009 du Championnat des Émirats arabes unis de football est la trente-cinquième édition du championnat national de première division aux Émirats arabes unis. Les douze meilleures équipes du pays sont regroupées au sein d'une poule unique où elles s'affrontent deux fois au cours de la saison, à domicile et à l'extérieur. À la fin du championnat, les deux derniers du classement sont relégués et remplacés par les deux meilleurs clubs de deuxième division.
C'est l'Al Ahly Dubaï qui remporte la compétition, après avoir terminé en tête du classement du championnat, avec un seul point d'avance sur Al Jazira Club et... douze sur Al Ain Club. C'est le 5e titre de champion des Émirats arabes unis de l'histoire du club.
Cette édition offre un enjeu supplémentaire cette saison. En effet, en décembre 2009, les Émirats arabes unis accueillent la Coupe du monde des clubs de la FIFA, ce qui permet au pays d'obtenir une place assurée dans la compétition, réservée au vainqueur du championnat, Al Ahly Dubaï devient donc le premier club émirati à participer à la Coupe du monde des clubs.

## Les clubs participants
| - Emirates Club - Al-Wahda Club - Al Sha'ab Sharjah - Al Ain Club - Al Ahly Dubaï - Ajman Club - Promu de D2 | - Al-Khaleej Club - Promu de D2 - Al Jazira Club - Al Nasr Dubaï - Al Shabab Dubaï - Al Wasl Dubaï - Al Dhafra |

## Compétition
Le classement est établi sur le barème de points classique (victoire à 3 points, match nul à 1, défaite à 0).

### Classement
| Rang | Équipe              | Pts | J  | G  | N | P  | Bp | Bc | Diff |
| ---- | ------------------- | --- | -- | -- | - | -- | -- | -- | ---- |
| 1    | Al Ahly Dubaï       | 55  | 22 | 17 | 4 | 1  | 54 | 25 | +29  |
| 2    | Al Jazira Club      | 54  | 22 | 17 | 3 | 2  | 57 | 17 | +40  |
| 3    | Al Ain Club (C)     | 43  | 22 | 12 | 7 | 3  | 40 | 20 | +20  |
| 4    | Al-Wahda Club       | 34  | 22 | 10 | 4 | 8  | 40 | 39 | +1   |
| 5    | Al Shabab Dubaï (T) | 28  | 22 | 8  | 4 | 10 | 33 | 37 | -4   |
| 6    | Al Nasr Dubaï       | 26  | 22 | 6  | 8 | 8  | 37 | 40 | -3   |
| 7    | Al Wasl Dubaï       | 26  | 22 | 7  | 5 | 10 | 38 | 45 | -7   |
| 8    | Al Dhafra           | 24  | 22 | 5  | 9 | 8  | 32 | 32 | 0    |
| 9    | Ajman Club (P)      | 24  | 22 | 7  | 3 | 12 | 21 | 39 | -18  |
| 10   | Sharjah SC          | 22  | 22 | 6  | 4 | 12 | 31 | 45 | -14  |
| 11   | Al Sha'ab Sharjah   | 18  | 22 | 5  | 3 | 14 | 23 | 37 | -14  |
| 12   | Al-Khaleej Club (P) | 14  | 22 | 4  | 2 | 16 | 21 | 51 | -30  |

|  | Qualification pour la Coupe du monde des clubs 2009 et la Ligue des champions 2010 (Phase de groupes) |
|  | Qualification pour la Ligue des champions 2010 (Phase de groupes)                                     |
|  | Qualification pour la Ligue des champions 2010 (Tour préliminaire)                                    |
|  | Qualification pour la Coupe des clubs champions du golfe Persique 2009-2010                           |
|  | Relégation directe en deuxième division                                                               |
|  | (T) : Tenant du titre (C) : Vainqueur de la Coupe des Émirats arabes unis (P) : Promu de D2           |

## Bilan de la saison
| Championnat des Émirats arabes unis de football 2008-2009                        |                                   |
| Champion                                                                         | Al Ahly Dubaï (5e titre)          |
| Coupes et trophées                                                               |                                   |
| Vainqueur de la Coupe des Émirats arabes unis 2008-2009                          | Al Ain Club                       |
| Qualifications continentales                                                     |                                   |
| Coupe du monde des clubs 2009                                                    | Al Ahly Dubaï                     |
| Ligue des champions 2010                                                         | Al Ahly Dubaï                     |
| Ligue des champions 2010                                                         | Al Jazira Club                    |
| Ligue des champions 2010                                                         | Al Ain Club                       |
| Ligue des champions 2010                                                         | Al-Wahda Club (Tour préliminaire) |
| Coupe des clubs champions du golfe Persique 2009-2010                            | Al Wasl Dubaï                     |
| Coupe des clubs champions du golfe Persique 2009-2010                            | Al Shabab Dubaï                   |
| Promotions et relégations                                                        |                                   |
| Promus en UAE Football League                                                    | Emirates Club                     |
| Promus en UAE Football League                                                    | Bani Yas Club                     |
| Relégués en Championnat des Émirats arabes unis de football de deuxième division | Al Sha'ab Sharjah                 |
| Relégués en Championnat des Émirats arabes unis de football de deuxième division | Al-Khaleej Club                   |

### Meilleurs buteurs
| Rang | Buteur           | Equipe              | Buts |
| ---- | ---------------- | ------------------- | ---- |
| 1    | Fernando Baiano  | Al Jazira Abu Dhabi | 25   |
| 2    | Mohamed Omer     | Al Nasr Dubaï       | 13   |
| 3    | Mohamed Kader    | Al Dhafra           | 13   |
| 4    | Anderson Barbosa | Sharjah SC          | 12   |
| 5    | Godwin Attram    | Al Shaab Sharjah    | 12   |
| 6    | Pinga            | Al-Wahda Abu Dhabi  | 12   |